# 하동고등학교
하동고등학교(河東高等學校)는 대한민국 경상남도 하동군 하동읍 광평리에 있는 공립 고등학교이다.

## 학교 연혁
- 1951년 10월 1일 : 개교
- 1955년 7월 5일 : 공립으로 개편
- 1963년 1월 8일 : 하동종합고등학교로 교명 변경 (보통과, 토목과, 상업과, 가정과, 계 12학급)
- 1999년 3월 1일 : 하동고등학교로 교명변경
- 2007년 7월 1일 : 경상남도교육청 지정 자율학교(2008학년도 신입생 전국구 학생모집)
- 2008년 6월 26일 : 교육과학기술부 지정 기숙형 공립고
- 2008년 7월 18일 : 다사관(다목적실) 개관
- 2010년 5월 3일 : 기숙사(청운학사) 개관
- 2016년 3월 1일 : 학칙 변경 (보통과, 특수, 계 14학급)
- 2022년 3월 1일 : 제30대 황영태 교장 부임
- 2023년 2월 10일 : 제71회 졸업식(졸업생 수 62명, 누계 11,695명)
- 2023년 3월 2일 : 제74회 입학식(입학생 수 81명)

## 참고 자료
- 하동고등학교 - 한국교육학술정보원 학교알리미